# Meunasah Manyang Pagar Air
Meunasah Manyang Pagar Air is een bestuurslaag in het regentschap Aceh Besar van de provincie Atjeh, Indonesië. Meunasah Manyang Pagar Air telt 674 inwoners (volkstelling 2010).